# Alfabeto Unificado para a Escrita do Caboverdiano

L’Alfabeto Unificado para a Escrita do Caboverdiano (Alphabet Unifié Pour l’Écriture du Capverdien), plus connu sous le nom de ALUPEC, est l’alphabet qui a été officiellement reconnu par le gouvernement du Cap-Vert pour écrire le créole du Cap-Vert.

## Description
Il s’agit d’un système phonétique basé sur l’alphabet latin. Il établit seulement quelles lettres doivent être utilisées pour représenter chaque son. Mais il n’établit pas de règles d’orthographe, et ne dit pas comment chaque mot doit être écrit, ou comment les mots doivent être écrits dans le contexte de la phrase. C’est pour cette raison que l’écriture du créole capverdien n’est pas encore standardisée, le même mot ou la même phrase peut être représenté de plusieurs manières différentes. Chaque capverdien continue à écrire d’une façon idiosyncratique, c’est-à-dire que chaque personne qui écrit le créole l’écrit dans son propre dialecte, son propre sociolecte et son  propre idiolecte.
Les textes descriptifs de l’ALUPEC, disent que c’est « un système constitué par 23 lettres et quatre digrammes ». Ce que ces textes ne spécifient pas, c’est qu’il comporte aussi la lettre Y et le digramme RR.
Des documents plus anciens (1994) montraient l’ordre suivant  :

A B S D E F G H I J DJ L LH M N NH N̈ O P K R T U V X TX Z
Les documents plus récents (après 1998) montrent l’ordre suivant  :

A B D DJ E F G H I J K L LH M N NH N̈ O P R S T TX U V X Z
L’ALUPEC s’approche d’un système phonétique parfait, car presque toutes les lettres ne représentent qu’un son, et presque tous les sons sont représentés par une lettre seulement. Les voyelles peuvent porter un accent graphique, mais le système ne considère pas les lettres accentuées comme des lettres séparées.
| Lettre              | Son d’après l’API | Description                                                                                      |
| a                   | /a/ ou /ɐ/        | comme le a du français la ou comme le a du portugais (européen) para                             |
| á                   | /a/               | comme le a du français la                                                                        |
| â                   | /ɐ/               | comme le a du portugais (européen) para                                                          |
| b                   | /b/               | comme le b du français bain                                                                      |
| d                   | /d/               | comme le d du français doigt                                                                     |
| dj                  | /d͡ʒ/              | comme le j de l’anglais just ou le gi de l’italien giorno                                        |
| e                   | /e/               | comme le é du français blé, jamais comme le i du français si                                     |
| é                   | /ɛ/               | comme le è du français père                                                                      |
| ê                   | /e/               | comme le é du français blé                                                                       |
| f                   | /f/               | comme le f du français fer                                                                       |
| g                   | /ɡ/               | toujours comme le g du français gauche, jamais comme le g du français gel                        |
| h                   |                   | usé seulement dans les digrammes lh et nh                                                        |
| i                   | /i/ ou /j/        | comme le i du français si ou comme le y du français yeux                                         |
| í                   | /i/               | comme le i du français si                                                                        |
| j                   | /ʒ/               | comme le j du français jaune                                                                     |
| k                   | /k/               | comme le k du français képi                                                                      |
| l                   | /l/               | comme le l du français elle                                                                      |
| lh                  | /ʎ/               | comme le lh du portugais filho ou le gl de l’italien figlio                                      |
| m                   | /m/               | comme le m du français mes                                                                       |
| n                   | /n/               | comme le n du français non                                                                       |
| nh                  | /ɲ/               | comme le gn du français agneau                                                                   |
| n̈ (n avec un tréma) | /ŋ/               | comme le ng de l’anglais king                                                                    |
| o                   | /o/               | comme le au du français paume jamais comme le ou du français amour                               |
| ó                   | /ɔ/               | comme le o du français pomme                                                                     |
| ô                   | /o/               | comme le au du français paume                                                                    |
| p                   | /p/               | comme le p du français pour                                                                      |
| r                   | /ɾ/ ou /ʀ/        | comme le r du portugais porta ou comme le r du portugais rato                                    |
| rr                  | /ʀ/               | comme le rr du portugais ferro                                                                   |
| s                   | /s/               | toujours comme le s du français si, jamais comme le s du français rose                           |
| t                   | /t/               | comme le t du français tu                                                                        |
| tx                  | /t͡ʃ/              | comme le ch de l’anglais chair, de l’espagnol chico ou le ci de l’italien cielo                  |
| u                   | /u/ ou /w/        | comme le ou du français amour ou comme le ou du français oui                                     |
| ú                   | /u/               | comme le ou du français amour                                                                    |
| v                   | /v/               | comme le v du français vu                                                                        |
| x                   | /ʃ/               | toujours comme le ch du français chez, jamais comme les mots en portugais sexo, próximo ou exame |
| z                   | /z/               | comme le z du français zéro                                                                      |

Notes additionnelles:
- La lettre y est utilisée seulement pour représenter la conjonction copulative (correspondant à « e » en portugais).
- La lettre r possède le son /ʀ/ seulement en début du mot.
- La lettre n en fin de syllabe n’est pas prononcée, elle indique seulement la nasalité de la voyelle précédente.
- Le pronom personnel qui représente le sujet à la première personne du singulier est toujours écrit avec la lettre N majuscule, quelle que soit la variante du créole et quelle que soit sa prononciation.
- Les accents graphiques sont utilisés sur quelques voyelles pour indiquer l’accent tonique dans les mots où l’accent tombe sur l'antépénultième syllabe et dans les mots où l’accent tombe sur la dernière syllabe si celle-ci ne finit pas par une consonne ; l’accent aigu est aussi utilisé pour indiquer l’accent tonique dans les mots où la pénultième syllabe contient les sons /ɛ/ ou /ɔ/.

## Histoire
L’ALUPEC est apparu en 1994, il est dérivé de l’alphabet proposé par le Colóquio Linguístico de Mindelo en 1979.
Le 20 juillet 1998, l’ALUPEC a été approuvé par le Conseil de Ministres du Cap-vert, à titre d’expérience, pour une période de cinq ans. Selon ce même Conseil, l’ALUPEC « prendrait en considération la diversité de la langue capverdienne dans toutes les îles » et c’est seulement après cette période expérimentale que serait envisagée son introduction dans l’enseignement.
En 2005, l’ALUPEC a été reconnu par le gouvernement du Cap-Vert comme un système viable pour l’écriture du créole capverdien, et est jusqu’à présent le seul officiellement reconnu par le même gouvernement. Malgré cela, la même loi permet l’usage d’autres modèles d’écriture, « dès lors qu’ils sont présentés sous une forme systématisée et scientifique ».

## Situation présente
Bien que l’ALUPEC ait été officiellement reconnu par le gouvernement, il n’est ni officiel, ni obligatoire, et est utilisé seulement par des enthousiastes.